# Amy Heller
Amy Heller, née le 11 août 1951, est une tibétologue et historienne de l'art, de nationalité suisse. Elle est notamment l'auteur du livre Art et sagesse du Tibet, qui décrit l'art et l'histoire culturelle du Tibet de 700 à 2000 de notre ère.

## Biographie
Elle est diplômée du Barnard College à l'université Columbia (en histoire de l'art, avec mention cum laude (honorable), 1974), de l'Institut national des langues et civilisations orientales (en langue tibétaine, 1979), de l'École pratique des hautes études, IVe section (doctorat en histoire et philologie tibétaines, 1992).
Depuis 1986, elle est affiliée aux équipes CNRS « Langues et culture de l'aire tibétaine » (UMR 8047) et « Centre de recherche sur les civilisations de l'Asie orientale » (CRCAO)), dès 2016 comme collaborateur étranger du CRCAO. Elle a été nommée professeur invité (visiting professor) à l'université La Sapienza (Rome) 2006-2008, et visiting professor au Centre des études tibétaines de l'université du Sichuan à Chengdu, en Chine, dès 2007, et chercheur associé (research associate) au département d'histoire de l'art et d'archéologie de l'école des études orientales et africaines de l'université de Londres(2011-2013). Dès 2017 elle a enseigné à dans l'Institut de l'histoire des religions et de l'Asie centrale de l'université de Berne.
Elle a travaillé dans la région autonome du Tibet sur des projets de conservation de l'architecture et de l'art en 1995 et en 2000. De 2004 à 2006, elle a été responsable du projet de conservation des toits du temple de Ramoché sous l'égide du Département fédéral des affaires étrangères et de l'Office fédéral de la culture de la Confédération suisse et du bureau des Affaires étrangères et du bureau de la Culture de la municipalité de Lhassa. Elle a travaillé à un projet de conservation d'une bibliothèque de manuscrits tibétains dans le Dolpo de 2000 à 2009 (voir Hidden Treasures of the Himalayas, Serindia, 2009).
Elle a écrit de nombreux articles notamment dans Journal of the International Association of Tibetan Studies, Arts Asiatiques, Orientations, Arts of Asia, et Oriental Art. Elle a participé aux catalogues d'expositions d'art et d'ethnographie du Tibet et de l'Himalaya, notamment Rituels Tibétains (musée Guimet, 2002), Himalayas An Aesthetic Adventure (Art Institute of Chicago, 2003), et Early Himalayan Art, Ashmolean Museum, Oxford (2007). 
En 2012, fait partie des « plus grands spécialistes du Tibet » qui demandent à Xi Jinping d'intervenir pour sauver la langue tibétaine.

## Ouvrages
- Art et Sagesse du Tibet, Zodiaque, coll. « La route des mages », 1999,  (ISBN 2736902564 et 978-2736902568). L'ouvrage a été traduit en anglais, espagnol et italien[7].
- (en) Tibetan Art. Tracing the development of spiritual ideals and art in Tibet 600-2000 A.D., Antique Collectors' Club / Jaca Book, 1999,  (ISBN 88-16-69004-6)
- (en) collaboration à Alchi Treasure of the Himalayas, ouvrage de Peter van Ham, avec Amy Heller et Likir Monastery, Hirmer Verlag, Munich, 2018  (ISBN 978-3777430935)
- collaboration à Le Tibet est-il chinois ?, ouvrage collectif publié sous la direction de Anne-Marie Blondeau et Katia Buffetrille, Albin Michel, coll. « Sciences des religions », 2002,  (ISBN 2226134263)[8]
- collaboration à (en) Warriors of the Himalayas: Rediscovering the Arms And Armor of Tibet, Donald J. LaRocca, J. Clarke eds., Yale University Press, coll. « Metropolitan Museum of Art Publications », 2006,  (ISBN 0300111533 et 978-0300111538)
- (en) Early Himalayan Art, Ashmolean Museum, décembre 2007  (ISBN 978-1854442093)
- collaboration à (en) Authenticating Tibet: Answers to China's 100 Questions, Anne-Marie Blondeau, Katia Buffetrille, Wei Jing eds., University of California Press, 2008
- (en) Hidden Treasures of the Himalayas Tibetan manuscripts, paintings and sculptures of Dolpo, Serindia Publications, 2009,  (ISBN 978-1-932476-44-6)
- Articles, essais et comptes rendus publiés par l'auteur de 1982 à 2009 : (en) An Amy Heller Reader. Articles, Essays, and Reviews, 1982-2009.